# King of Clubs
King of Clubs es el primer álbum de estudio como solista publicado por el guitarrista ex- Racer X y Mr. Big, Paul Gilbert, lanzado al mercado en 1998.

## Lista de canciones
Todas escritas por Paul Gilbert, excepto donde se indique.
1. "Champagne" – 3:20
2. "Vinyl" – 3:36
3. "Girls Who Can Read Your Mind" – 3:30
4. "I'm Just In Love" – 1:56
5. "The Jig" (Instrumental) – 2:24 (J. S. Bach)
6. "Girlfriend's Birthday" – 2:59
7. "Bumblebee" – 4:22
8. "Streetlights" – 4:57
9. "My Naomi" – 4:21
10. "Double Trouble" – 3:07
11. "Million Dollar Smile" – 2:19
12. "The Jam" (Instrumental) – 19:35
13. "I Do" 2:59

## Personal
- Paul Gilbert – voz, guitarras, piano, órgano, bajo
- Pat Torpey – batería (1 & 7)
- Jeff Martin – batería (2-3, 5-6 & 8-12)
- Bruce Bouillet – guitarra (12)
- Juan Alderete – bajo (12)